# Liczba kwasowa
Liczba kwasowa (IA) – liczba wyrażająca ilość miligramów wodorotlenku potasu, niezbędnego do zobojętnienia  wolnych kwasów obecnych w jednym gramie próbki. Liczba kwasowa jest miarą liczby grup karboksylowych związku chemicznego, np. kwasu tłuszczowego. Typowe oznaczenie polega na miareczkowaniu badanej substancji rozpuszczonej w równych częściach etanolu i eteru naftowego, mianowanym roztworem KOH wobec fenoloftaleiny do różowego zabarwienia utrzymującego się ponad 15 sekund.
Liczba kwasowa jest istotnym parametrem olejów napędowych. Np. według norm EN 14214 and ASTM D6751, liczba kwasowa biodiesla powinna być mniejsza niż 0,5 mg KOH/g (dla zapobieżenia korozji układów paliwowych i części składowych silników).
W analizie żywności liczba kwasowa jest wskaźnikiem stopnia hydrolizy tłuszczu. Świeży tłuszcz ma zerową liczbę kwasową.